# Starkiller
Galen Marek
Vous lisez un « bon article » labellisé en 2019.
« Starkiller » redirige ici. Pour la planète, voir Base Starkiller.
Personnage de fiction apparaissant dans
Star Wars.
Galen Marek, dit Starkiller, est un personnage fictif de l'univers Légendes de Star Wars, qui apparait dans plusieurs jeux vidéo, notamment Le Pouvoir de la Force et sa suite dans lesquels il est l'un des protagonistes, ou dans Lego Star Wars III: The Clone Wars sous forme de personnage déblocable.
Galen Marek est le fils d'un fugitif Jedi tué par Dark Vador. Adopté et élevé par ce seigneur Sith, il devient son apprenti secret et prend le nom de « Starkiller » en raison de son grand potentiel avec la Force qui semble surpasser tout ce qui est visible dans les films. Son surnom est le nom qu'a le personnage Luke Skywalker dans les premiers scripts du film Un nouvel espoir. Il est interprété et doublé dans la version originale par l'acteur américain Samuel Witwer.
Le personnage a été bien accueilli par les critiques et le public. Il est considéré comme étant l'un des meilleurs personnages de l'univers étendu.

## Univers
À la suite du rachat de la société Lucasfilm par The Walt Disney Company, tous les éléments racontés dans les produits dérivés datant d'avant le 26 avril 2014 ont été déclarés comme étant en dehors du canon et ont alors été regroupés sous l’appellation « Star Wars Légendes ».
L'univers de Star Wars se déroule dans une galaxie qui est le théâtre d'affrontements entre les Chevaliers Jedi et les Seigneurs noirs des Sith, personnes sensibles à la Force, un champ énergétique mystérieux leur procurant des pouvoirs psychiques. Les Jedi maîtrisent le Côté lumineux de la Force, pouvoir bénéfique et défensif, pour maintenir la paix dans la galaxie. Les Sith utilisent le Côté obscur, pouvoir nuisible et destructeur, pour leurs usages personnels et pour dominer la galaxie.
Alors que la République est transformée en un Empire galactique, et que le chancelier suprême Palpatine s'est proclamé empereur, les derniers Jedi sont traqués par son redoutable apprenti Dark Vador. Sur Kashyyyk, il trouve le chevalier Jedi Kento Marek, qu'il tue. Son fils, Galen Marek, est adopté et élevé par ce seigneur Sith qui en fait son apprenti secret.

## Histoire

### Star Wars: Le Pouvoir de la Force
Dans ce jeu, Dark Vador envoie Starkiller, un orphelin Jedi qu'il a élevé dans le plus grand secret, tuer les derniers Jedi qui ont survécu à la Grande purge Jedi. Starkiller est initialement gardé secret mais il est finalement découvert par l'empereur Palpatine,. Starkiller est alors envoyé à la recherche des ennemis de l'Empire pour les unir. Plus tard, Vador trahit son apprenti et tente de tuer tous ceux qu'il avait réussi à unifier. Mais Starkiller se sacrifie pour sauver l'Alliance rebelle et devient un martyr. Durant le jeu, il tombe amoureux de la capitaine Juno Eclipse, une ancienne pilote impériale qui possède son propre vaisseau. Si Starkiller choisit de tuer Vador plutôt que l'Empereur à la fin du jeu, il devient un sbire de Palpatine et porte un costume similaire à celui de Vador. Starkiller réapparaît dans ce costume dans l'Ultimate Sith Edition qui développe l'histoire si le joueur choisit la voie du côté obscur. La voie du côté lumineux est l'officielle, elle est utilisée dans l'adaptation en livre et dans la suite,.

### Star Wars: Le Pouvoir de la Force II
Dans cette suite, Starkiller est cloné par Dark Vador. Ce clone est hanté par des visions lui montrant la vie de l'original Starkiller. Après s'être échappé de Kamino, Starkiller découvre lors d'une quête que Juno Eclipse a été enlevée par Vador,. À la fin du jeu, si le joueur choisit le côté lumineux, Starkiller épargne Vador, le capture et délivre Juno. Si par contre, le joueur choisit la voie du côté obscur, Starkiller est poignardé juste avant d'avoir pu tuer Vador. Le clone réapparaît dans un contenu téléchargeable du jeu qui se déroule sur Endor. La fin du côté lumineux est la fin utilisée dans l'adaptation en livre, celle du côté obscur devient une vision que Starkiller voit sur le vaisseau de Juno, le Salvation,.

## Autres apparitions

### SoulCalibur IV
Il s'agit de la toute première apparition de Starkiller, on le retrouve aux côtés de Dark Vador et de Yoda. Dans ce jeu, il est nommé « L'Apprenti ». Après que Vador l'a envoyé enquêter sur une faille dimensionnelle qui semble grossir, il se retrouve dans l'univers de Soul. L'Apprenti combat Algol, un roi revenu à la vie qui détient le Soul Edge et le Soul Calibur, deux armes d'une très grande puissance,. L'Apprenti parvient à défaire Algol, mais retourne voir Vador les mains vides, sans ces armes. Vador l'étrangle en utilisant la Force, obligeant L'Apprenti à prendre son sabre laser et à combattre son maître,. Starkiller apparaît également dans la bande dessinée Star Wars: Visions of the Blade qui est un crossover entre l'univers de Soul et celui de Star Wars.

### Lego Star Wars III: The Clone Wars
Starkiller apparait dans le jeu vidéo Lego Star Wars III: The Clone Wars sous le nom d'« Apprenti à Vador ». Il peut être débloqué en trouvant tous les mini-kits dans le niveau « Défenseur de la paix ».

### Star Wars Rebels
Dave Filoni, réalisateur de la série Star Wars Rebels, souhaitait introduire le personnage en modifiant cependant ses origines. Il était prévu que Sam Witwer, voix du personnage, reprenne son rôle, mais l'idée n'a finalement jamais été utilisée.

## Caractéristiques
« Parce que si vous regardez bien, vous avez le personnage central de la saga, qui est Dark Vador. Vous avez le personnage le plus héroïque, qui est Luke Skywalker. Et puis vous avez le personnage le plus dur à cuire, qui est Starkiller. »
— Samuel Witwer, IGN,
Selon l'acteur Samuel Witwer, les caractéristiques de Starkiller et sa personnalité dépendent des circonstances et de la personne à qui il s'adresse. Bien qu'ayant été le méchant au début du premier jeu vidéo, Haden Blackman (en) explique que Starkiller est « juste un enfant blessé »,.
Blackman note que dans le premier jeu, Starkiller est un chasseur, alors que dans le second il est surtout une proie. Matt Filbrandt, l'un des producteurs de Star Wars : Le Pouvoir de la Force II, pense que, dans le second jeu, Starkiller cherche à savoir qui il est et ce que signifie d'être humain.

## Concept et création

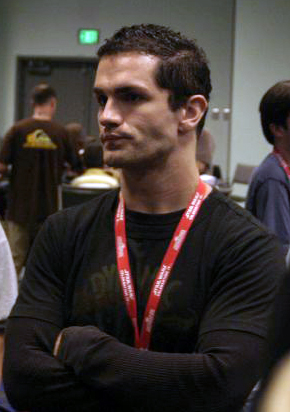
Samuel Witwer interprète et double Starkiller dans la version originale.

Le créateur de l'univers Star Wars, George Lucas demande à l'équipe de Star Wars : Le Pouvoir de la Force de travailler sur un tout nouveau personnage. Avant la création du personnage de Starkiller, d'autres idées sont envisagées, par exemple un contrebandier ressemblant à Han Solo, un super-héros Wookiee rebelle, le « dernier Skywalker », ou encore un mercenaire maniant des gadgets,,. Les développeurs utilisent les commentaires provenant soit de tests soit de dirigeants de LucasArts pour concevoir Starkiller. Ils décident sciemment de ne pas lui donner de nom dans le jeu : c'est l'auteur de l'adaptation en livre, Sean Williams, qui lui donne le nom de Galen Marek,.
Starkiller est conçu comme le photo-négatif du personnage Luke Skywalker, son nom provient même de ce dernier, « Annikin Starkiller » étant le nom de Luke Skywalker dans les premiers scripts de Star Wars,,,. Son apparence est conceptualisée par une équipe dirigée par Matt Omernick. Plus de 400 peintures représentant Starkiller utilisant ses pouvoirs de force sont réalisées pour la conception du personnage. Les développeurs essayent d'éviter de faire de Starkiller un personnage trop rigide ou de lui donner une image trop sombre ; ils utilisent à cet effet des éléments de son histoire et de ses relations avec d'autres personnages pour la contrebalancer, tout en essayant de ne pas trop expliquer son histoire. Afin d'éviter que le personnage ne soit trop émotif, ils laissent de petites parties de dialogues permettant au joueur d'interpréter ce que Starkiller ressent. Celui-ci est pensé pour donner l'impression qu'il appartient à la trilogie originale en rendant ses actions plus rapides et plus intenses. L'auteur Haden Blackman (en) affirme lors d'une interview pour The Guardian que la plupart des joueurs testeurs veulent que le personnage soit sauvé à la fin du jeu.
Starkiller est interprété et doublé dans la version originale par Samuel Witwer et dans la version française par Cyrille Monge,. Selon Haden Blackman, lors des essais, la direction du casting est assez rude avec Samuel Witwer alors que le directeur sonore chez LucasArts, David Collins, est son ami : Samuel prouve alors qu'il est bien meilleur que tous les autres candidats et qu'il ne fait déjà plus qu'un avec son personnage. Cette sélection permet de déceler une vraie complicité avec Samuel Witwer dès la première lecture du script. Les expressions du personnage se basent sur celle de l'acteur et une nouvelle façon d'animer est pensée par LucasArts en association avec ILM ; elle peut être comparée au rôle de Bill Nighy dans la saga Pirates des Caraïbes,. Selon Blackman, Witwer apporte un côté plus humain à Starkiller. Malgré cela, Starkiller est un personnage que Samuel Witwer ne souhaite pas revisiter.
Lors de la conception du Pouvoir de la Force II, les développeurs envisagent de remplacer Starkiller par un autre porteur de la Force ou par un autre personnage de Star Wars déjà connu. L'idée est finalement abandonnée car ils y sont trop attachés. De plus, l'équipe de développement remarque qu'elle peut développer son histoire et construire une franchise autour de lui. Haden Blackman explique qu'après avoir décidé du retour de Starkiller, il sent que tout a un sens et se met en place. Les développeurs essayent alors de rendre Le Pouvoir de la Force plus proche du personnage, notamment avec la quête de la véritable identité de Starkiller,.

## Promotion et accueil
En 2007, Hasbro vend plusieurs figurines de Starkiller. Une version Lego est incluse dans la boîte numéro 7 672 Rogue Shadow,.
En 2008, selon UGO Networks (en), Starkiller est le 50e meilleur personnage de l'univers étendu de Star Wars. Jesse Schedeen, journaliste d'IGN, trouve que l'apparition de Starkiller dans SoulCalibur IV est le deuxième personnage bonus de la série : pour lui, « [SoulCalibur IV] parle de la dualité entre le bien et le mal, la corruption et la rédemption, [...] Starkiller est un Jedi Noir qui se trouve à la croisée des chemins. Il peut soit suivre son maître et prendre le contrôle de la galaxie, soit s'en éloigner et rechercher sa propre destinée,. » Plus tard, Jesse Schedeen inclut Starkiller dans une liste de personnages qui représente sa distribution idéale pour un jeu de combat. Pour Chris Buffa, rédacteur en chef de GameDaily, Starkiller est 24e dans son classement des plus beaux personnages masculins de jeu vidéo : selon lui, il n'a rien à voir avec un bad boy. Jesse Schedeen considère que Starkiller est l'un des personnages les plus prometteurs à sortir fin 2008. À la suite de la sortie du Pouvoir de la Force, Robert Workman, rédacteur de GameDaily, estime que Starkiller est l'un de ses personnages de jeu vidéo Star Wars préférés. Pour Chris Buffa, Starkiller fait partie des meilleurs personnages de crossover de jeu vidéo. Jesse Schedeen considère qu'il fait partie des meilleurs personnages principaux de jeux vidéo de 2008, expliquant que Starkiller exploite la Force d'une façon qui n'est jamais montrée dans les films.
UGO Networks classe la performance de Samuel Witwer en tant qu'interprète de Starkiller, 11e parmi les acteurs célèbres qui doublent des personnages de jeu vidéo. Pour Chris Buffa, Starkiller est le 19e meilleur antihéros, expliquant que l'idée de se démarquer des bons parmi les Sith « remplit d'une joie meurtrière », louant également son éventuel changement de camp. Jesse Schedeen souhaite que le personnage ne soit pas de retour dans les séries télévisées à venir, estimant que son arc narratif est complet tel que présenté dans les jeux vidéo. Les lecteurs d'IGN classent Starkiller 10e parmi les meilleurs personnages de Star Wars. Plus tard, la rédaction d'IGN le classe 34e dans son propre classement. Starkiller est inscrit sous le nom de « L'Apprenti » dans la liste du vote des meilleurs personnages de jeu vidéo de tous les temps organisé par GameSpot. Il se fait éliminer dès le premier tour par Niko Bellic, principal protagoniste de Grand Theft Auto IV, Starkiller ayant engrangé 44,9 % des votes. Les lecteurs de Game Informer, eux, le placent au 17e rang des meilleurs personnages de jeu vidéo. Game Informer le classe 6e dans son top 10 des « ringards », expliquant que les mots « Jedi » et « ringard » vont rarement ensemble, mais que Starkiller est celui qui a réussi à les unir.